# جان هارکز
جان هارکز (انگلیسی: John Harkes؛ زادهٔ ۸ مارس ۱۹۶۷) بازیکن سابق و مربی فوتبال اهل ایالات متحده آمریکا است.
از باشگاه‌هایی که در آن بازی کرده‌است می‌توان به باشگاه فوتبال ناتینگهام فارست، باشگاه فوتبال دی‌سی یونایتد، باشگاه فوتبال کلمبوس کرو، باشگاه فوتبال وستهام یونایتد، باشگاه فوتبال شفیلد ونزدی، باشگاه فوتبال نیوانگلند رولوشن، و باشگاه فوتبال دربی کانتی اشاره کرد.
وی همچنین در تیم ملی فوتبال ایالات متحده آمریکا بازی کرده‌است.